# Ellen Van Loy
Ellen Van Loy (* 16. September 1980 in Herentals) ist eine ehemalige belgische Radrennfahrerin, die auf Cyclocross spezialisiert war.

## Sportlicher Werdegang
Van Loy spielte zunächst lange Zeit lange Zeit Volleyball, wobei sie auch ihren späteren Ehemann kennenlernte. Durch diesen kam sie mit 21 Jahren erstmals zum Radsport, der allerdings erst mehrere Jahre später zu ihrer Hauptbeschäftigung wurde. Anfang 2009, mit 28 Jahren, fuhr sie erstmals ein internationales Rennen und wurde durch das Team Telenet-Fidea unterstützt. In der Saison 2012/2013 erzielte sie regelmäßig Top-10-Ergebnisse und schließlich ihren ersten Sieg im Caubergcross von Valkenburg.
Erst 2014 nahm Van Loy nach eigener Aussage den Sport ernster und wurde im Winter Teilzeit-Profi bei ihrem Team, während sie den Rest der Zeit (und im Sommer vollends) weiter in ihrem Beruf als Pflegekraft arbeitete. Trotz dieser Einschränkungen, und ohne ein Rennen zu gewinnen, siegte sie noch 2014/2015 in der Gesamtwertung der Bpost Bank Trofee. In den Jahren darauf konnte sie unter anderem zwei Superprestige-Rennen gewinnen; im UCI-Cyclocross-Weltcup 2015/16 erreichte sie zweimal das Podium. Bis 2021, also bis ins Alter von 40 Jahren, war sie Mitglied der belgischen Nationalmannschaft und kam 2020 noch unter die besten Zehn bei Welt- wie Europameisterschaften.
Anfang 2021 verließ Van Loy ihr bisheriges Team und fuhr noch zwei Jahre für De Ceuster-Bonache. Im Februar 2023 beendete sie ihre Cyclocross-Laufbahn.
Seit 2009 und noch bis 2024 fuhr Van Loy auch Straßenrennen, zumeist in Belgien und als Teil von Vereinsteams oder der Nationalmannschaft. 2021 wurde sie belgische Amateur-Meisterin.

## Erfolge
2014/2015
Bpost Bank Trofee – Gesamtwertung
2015/2016
Superprestige – Diegem
2017/2018
Superprestige – Gavere